# Річард Вілсон
Айян Колхаун Вілсон (англ. Ian Carmichael Wilson, відоміший як Річард Вілсон, англ. Richard Wilson; нар. 9 липня 1936, Грінок) — шотландський актор і театральний режисер, який прославився роллю Віктора Мелдрю у популярному ситкомі BBC «Однією ногою в могилі». Також він грає у серіалах «Пригоди Мерліна» і «Демони».

## Біографія
Вілсон народився у містечку Грінок, що в Шотландії, де і навчався. Відслужив у Королівському Армійському Медичному Корпусі в Сінгапурі. Він працював дослідником у лабораторії, поки не захопився акторством у 27 років. Тоді Вілсон пішов навчатись до Королівської Академії Драматичного мистецтва. Згодом працював у театрах Единбурга, Глазго і Манчестера. Актор є членом ліберальної партії та супротивник війні в Іраку.
1994 року Вілсона було нагороджено Орденом Британської Імперії за акторський і режисерський внесок у драму. У квітні 1996 року його було призначено ректором Університету Глазго на три роки.
Він є прихильником Лейбористської партії і записав маніфест партії на аудіозапис для загальних виборів 2010 року.
Вілсон є одним із патронів Шотландського молодіжного театру.

## Особисте життя
Вілсон — відкритий гей. Він часто бере участь у заходах на захист прав ЛГБТ.

## Телебачення
| Рік       | Українська назва         | Оригінальна назва                 | Роль                  | Позначка                                 |
| --------- | ------------------------ | --------------------------------- | --------------------- | ---------------------------------------- |
| 1972      | Моя Хороша Жінка         | My Good Woman                     |                       |                                          |
| 1979-1982 | Лише Коли я Сміюся       | Only When I Laugh                 |                       |                                          |
| 1985      | Пригоди Шерлока Холмса   | The Adventures of Sherlock Holmes | Дункан Росс           |                                          |
| 1987      | Тутті-фрутті             | Tutti Frutti                      | Едді Клокерті         |                                          |
| 1988      | Нормальна Служба         | Normal Service                    |                       |                                          |
| 1988      | Гарячий Метал            | Hot Metal                         |                       |                                          |
| 1990–2000 | Однією Ногою в Могилі    | One Foot in the Grave             | Віктор Мелдрю         |                                          |
| 1992      | Інспектор Морзе          | Inspector Morse                   |                       | епізод «Абсолютне Засудження»            |
| 1992      | Містер Бін               | Mr. Bean                          |                       | епізод «Містер Бін та його неприємності» |
| 1995-1998 | Батько Тед               | Father Ted                        |                       | епізод «Материк»                         |
| 1996      | Мандри Гулівера          | Gulliver's Travels                | професор мовознавства |                                          |
| 1998      | Качиний Патруль          | Duck Patrol                       | Роланд Роуз           |                                          |
| 2002-2005 | Народження і розмноження | Born and Bred                     | доктор Дональд Ньюмен | 3 і 4 сезони                             |
| 2004      | Король Холодильників     | '                                 | Відвертий             |                                          |
| 2005      | Доктор Хто               | Doctor Who                        | доктор Константин     | епізоди Порожня дитина та Доктор танцює  |
| 2008      | Дякую, Боже, що ти тут   | Thank God You're Here             |                       |                                          |
| 2008-2012 | Пригоди Мерліна          | Merlin                            | Гай                   |                                          |
| 2009      | Демони                   | Demons                            | отець Сімеон          |                                          |
| 2009      | Нові штучки              | New Tricks                        | отець Бернард         | епізод «Війна проти наркотиків»          |

## Фільми
| Рік  | Українська назва                  | Оригінальна назва               | Роль             | Примітки    |
| ---- | --------------------------------- | ------------------------------- | ---------------- | ----------- |
| 1984 | Поїздка до Індії                  | A Passage to India              |                  |             |
| 1987 | Нагостріть вуха                   | Prick Up Your Ears              |                  |             |
| 1989 | Як досягти успіхів в рекламі      | How to Get Ahead in Advertising |                  |             |
| 1989 | Сухий Білий Сезон                 | A Dry White Season              |                  |             |
| 1993 | М'яка вершина, асфальтове узбіччя | Soft Top Hard Shoulder          |                  |             |
| 1997 | Чоловік, який знав дуже мало      | The Man Who Knew Too Little     |                  |             |
| 1999 | Жінки вважають непристойним       | Women Talking Dirty             |                  |             |
| 2006 | Кохання та інші катастрофи        | Love and Other Disasters        | реєстратор       |             |
| 2011 | Гномео та Джульєта                | Gnomeo & Juliet                 | містер Капулетті | озвучування |